# Supercoupe de Belgique de football 2006
La Supercoupe de Belgique 2006 est un match de football qui a été joué le 20 décembre 2006, entre le vainqueur du championnat de division 1 belge 2005-2006, le RSC Anderlecht et le vainqueur de la coupe de Belgique 2005-2006, Zulte-Waregem.  Anderlecht remporte la supercoupe pour la septième fois sur le score de 3 buts à 1.
Le match devait se dérouler le 22 juillet 2006, mais il avait dû être arrêté à la mi-temps à cause des pluies trop fortes qui empêchaient de jouer dans des conditions acceptables. Le score était alors de 0-0.

## Feuille de match
| Titulaires : |  |
| |  |
| GK 22 Davy Schollen · RB 31 Mark De Man · CB 23 Roland Juhász 77e · CB 3 Olivier Deschacht · LB 6 Jelle Van Damme · DM 5 Lucas Biglia 61e · RM 26 Cristian Leiva 86e · LM 14 Bart Goor 91e · RF ? Olapado Olufemi 58e · CF 8 Ahmed Hassan 35e 88e · LF 38 Roland Lamah 58e · |  |
| Remplaçants : |  |
| LF 42 Sébastien Siani 92e 58e · DM 4 Yves Vanderhaeghe 61e · CM 39 Vadis Odjidja Ofoe 86e · CB 99 Bakary Saré 91e · CF 29 Nicolás Frutos 88e · RF 18 Sami Allagui 58e · |  |
| Entraîneur : |  |
| Franky Vercauteren |  |

| Titulaires : |  |
| |  |
| GK 23 Sammy Bossut · RB 17 Lander Van Steenbrugghe 8e 83e · CB 4 Stefan Leleu · CB 22 Frédéric Dindeleux · LB 13 Bart Buysse 46e · RM 9 Matthieu Verschuere · CM 19 Jonas Vandermarliere · CM 3 Karel D'Haene · LM 5 Loris Reina · CF 20 Aliyu Datti 46e · CF ? Juan Diego González-Vigil 46e · |  |
| Remplaçants : |  |
| CM ? Giuseppe Riolo 83e · CM 16 Wouter Vandendriessche 46e 50e · CF 7 Tim Matthys 46e · CF 11 Cédric Roussel 46e · |  |
| Entraîneur : |  |
| Francky Dury |  |

| Titulaires : |  |
| |  |
| GK 22 Davy Schollen · RB 31 Mark De Man · CB 23 Roland Juhász 77e · CB 3 Olivier Deschacht · LB 6 Jelle Van Damme · DM 5 Lucas Biglia 61e · RM 26 Cristian Leiva 86e · LM 14 Bart Goor 91e · RF ? Olapado Olufemi 58e · CF 8 Ahmed Hassan 35e 88e · LF 38 Roland Lamah 58e · |  |
| Remplaçants : |  |
| LF 42 Sébastien Siani 92e 58e · DM 4 Yves Vanderhaeghe 61e · CM 39 Vadis Odjidja Ofoe 86e · CB 99 Bakary Saré 91e · CF 29 Nicolás Frutos 88e · RF 18 Sami Allagui 58e · |  |
| Entraîneur : |  |
| Franky Vercauteren |  |

| Titulaires : |  |
| |  |
| GK 23 Sammy Bossut · RB 17 Lander Van Steenbrugghe 8e 83e · CB 4 Stefan Leleu · CB 22 Frédéric Dindeleux · LB 13 Bart Buysse 46e · RM 9 Matthieu Verschuere · CM 19 Jonas Vandermarliere · CM 3 Karel D'Haene · LM 5 Loris Reina · CF 20 Aliyu Datti 46e · CF ? Juan Diego González-Vigil 46e · |  |
| Remplaçants : |  |
| CM ? Giuseppe Riolo 83e · CM 16 Wouter Vandendriessche 46e 50e · CF 7 Tim Matthys 46e · CF 11 Cédric Roussel 46e · |  |
| Entraîneur : |  |
| Francky Dury |  |